# 原子炉の蟹
『原子炉の蟹』（げんしろのかに）は、1987年に日本テレビ系「火曜サスペンス劇場」で放送されたテレビドラマ。主演は秋吉久美子。原作 - 長井彬　第27回江戸川乱歩賞受賞作
副題「死体に残された紙片の謎」 - フィルム作品。

## あらすじ
中央新聞千葉支社に勤める記者・原田邑子（秋吉久美子）は、親友でローカル新聞に勤めるアルバイト記者・京林久代（中村久美）から九十九里浜原子力発電所内で殺人事件が発生した事を知らされる。共に取材を進めるうちに原発利権の疑惑が浮上する。邑子は、事件を突き詰めようと従業員になりすまし原発内に侵入する事を決意する。

## キャスト
- 原田邑子 - 秋吉久美子
- 京林久代 - 中村久美
- 剣崎徹 - 三浦浩一
- 種村継夫 - 守田比呂也
- 藤平武彦 - 小笠原弘
- 上村警部補 - 田島基吉
- 能代多一 - 入江正徳
- 高瀬勝二 - 門脇三郎
- 石井正二 - 伏見哲夫
- 重久剛一
- 木村翠
- 長沢大
- 井上三千男
- 福田健次
- 野村信次
- 小川美那子
- 茨田健一
- 小沢一義
- 内田淑美
- 大田浩人
- 渡辺未来
- 夏アクターズ・スタジオ
- 早川プロダクション
- 佐藤啓一 - 織本順吉
- 曽我明 - 夏木陽介

## スタッフ
- 企画 - 小坂敬（日本テレビ）
- プロデューサー - 清水欣也（日本テレビ）、広岡常男（東宝）、新野悟（東宝）
- 原作 - 長井彬（株式会社講談社刊）
- 脚本 - 猪又憲吾、亜槍文代
- 音楽 - 川村栄二
- 撮影 - 山崎善弘
- 照明 - 加藤松作
- 美術 - 石田良之
- 録音 - 石井美治
- 編集 - 大高勲
- 選曲 - 白井多美雄
- 記録 - 河島東史子
- 装飾 - 加藤豊
- 小道具 - 葛井泰介
- 衣裳 - 高松宣孝
- 美粧 - 横銭政幸
- スチール - 副田宏明
- 制作進行 - 小林哲雄、小畑公和
- 光映新社
- 東宝スタジオ
- 東宝美術
- TESS
- 京都衣裳
- たぬき工房
- IMAGICA
- ヘアメイク - 常盤等
- スタイリスト - 源香代子
- 助監督 - 川島義和
- 制作担当 - 富田敏光
- 制作管理 - 中尾成雄
- 衣裳協力 - Secretaire、K.T、AGGIE GREY'S、CLOVEvsCLOVES、BIGI
- 装飾協力 - 富士通株式会社
- 広報担当 - 中原修一（日本テレビ）
- テーマ曲 - 「夜のてのひら」作詞 - 来生えつこ 作曲 - 筒美京平 編曲 - 武部聡志 唄 - 岩崎宏美（ビクターレコード）
- 音楽協力 - 日本テレビ音楽
- 監督 - 西村昭五郎
- 制作 - 日本テレビ
- 製作・著作 - 東宝株式会社